# Plačilna kartica
Plačilne kartice so splošen izraz za bančne kartice (izdajajo jih večina bank), podjetniške kartice (v Sloveniji jih izdajajo večja trgovska podjetja), partnerske kartice (izdajajo jih podjetja v sodelovanju z bankami) in licenčne kartice (izdajajo jih banke ali podjetja v sodelovanju s podjetji v tujini, ki so nosilci kartic - Eurocard/Mastercard, Visa, Diners, American Express). Glede na funkcijo kartice ločimo več vrst plačilnih kartic, vsaka od njih ima svoje prednosti in slabosti: 
- Predplačniške kartice - Uporaba predplačniških kartic je varnejša, saj se v primeru njene zlorabe izgubi le toliko denarnih sredstev, kolikor jih je bilo na kartici. Tatvine ali zlorabe te plačilne kartice niti ni potrebno prijaviti, saj ima kartica omejeno časovno/limitno delovanje. Vendar ima za uporabnika tudi slabosti, kot so višja letna naročnina v primerjavi z debetno kartico oz. omejenost nakupa glede na naloženi znesek. V Sloveniji te kartice še niso tako zelo razširjene.
- Debetne kartice - Prednosti debetnih kartic je takojšnje plačilo doma, v tujini, možnost dviga denarnih sredstev na bankomatih, tudi v tujini z nizko provizijo oziroma celo brez nje, če gre za dvigovanje na bankomatih, ki so v lasti bank (slednje se glede na posamezne banke razlikuje). Slabosti teh kartic je manjši limit, nezmožnost plačevanja preko spleta. Slednjo slabost v zadnjem času tudi odpravljajo z uvedbo novih kartic.
- Kreditne kartice - Omogočajo enostavno negotovinsko plačevanje blaga in storitev, dvig gotovine doma in v tujini, možnost uporabe 3D secure načina (dodatna varnost pred zlorabo kreditnih kartic, ki se uporablja pri spletnem nakupovanju), kot tudi enostavno plačevanje preko spleta. Slabost je večja provizija pri posamezni transakciji v primerjavi z ostalimi vrstami plačilnih kartic in večja možnost zlorabe v primeru, da se ne uporablja dodatnih varnostnih mehanizmov.
- Posojilne kartice - Izrazita prednost teh kartic je brezgotovinsko plačevanje na mnogih prodajnih mestih in na določenih mestih omogoča dvig gotovine. Prednost posojilne kartice je v tem, da omogoča pridobitev posojila, poleg tega lahko mesečno odplačuješ določen odstotek porabe. Ves odplačani znesek se prišteje k ostalemu posojilu in se ga lahko ponovno koristi.